# Kortright
Kortright es un pueblo ubicado en el condado de Delaware en el estado estadounidense de Nueva York. En el año 2000 tenía una población de 1,633 habitantes y una densidad poblacional de 10 personas por km².

## Geografía
Kortright se encuentra ubicado en las coordenadas 42°24′4″N 74°47′35″O / 42.40111, -74.79306.

## Demografía
Según la Oficina del Censo en 2000 los ingresos medios por hogar en la localidad eran de $33,490, y los ingresos medios por familia eran $37,784. Los hombres tenían unos ingresos medios de $23,200 frente a los $21,389 para las mujeres. La renta per cápita para la localidad era de $15,107. Alrededor del 12.6% de la población estaban por debajo del umbral de pobreza.